# Anfós

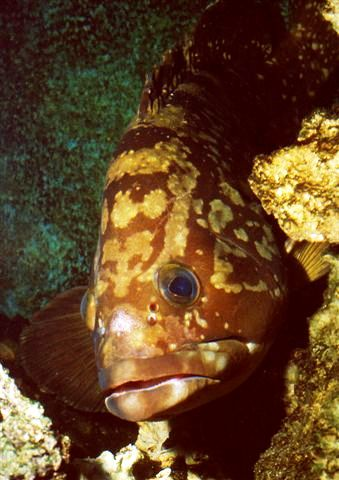
Exemplar fotografiat a Palerm (Sicília, Itàlia)

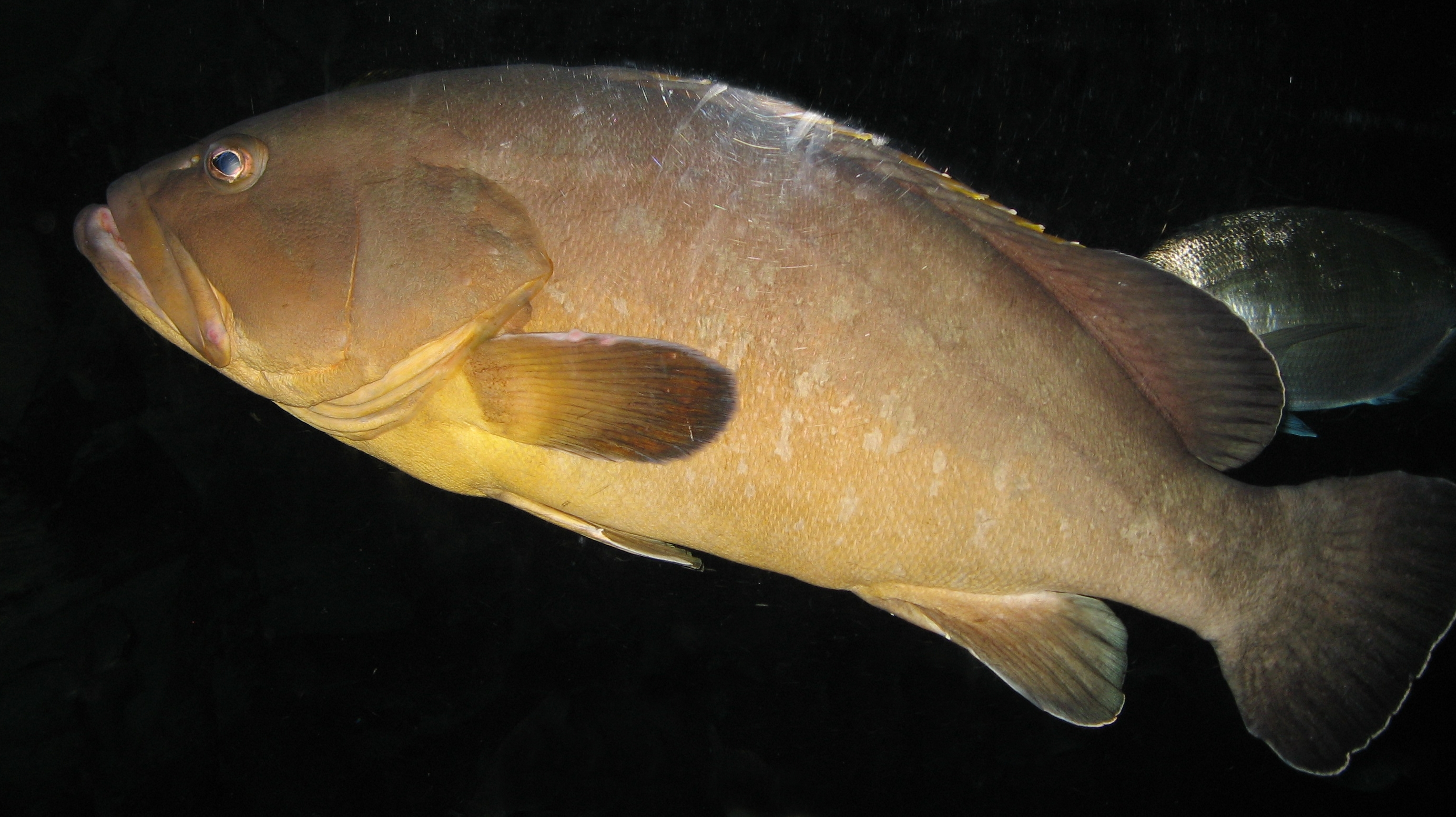
Exemplar de l'aquàrium Cinéaqua de París

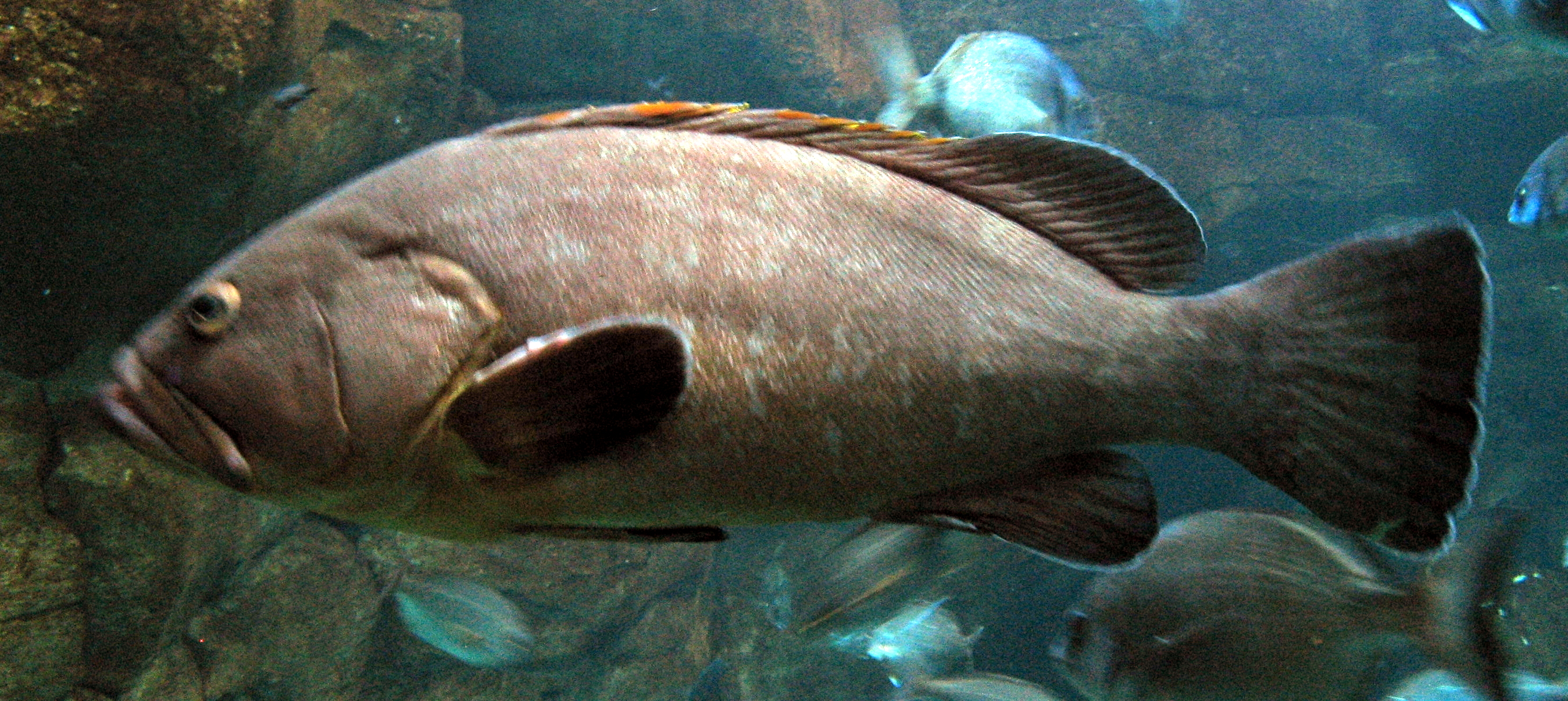
Exemplar de l'aquàrium Cinéaqua de París

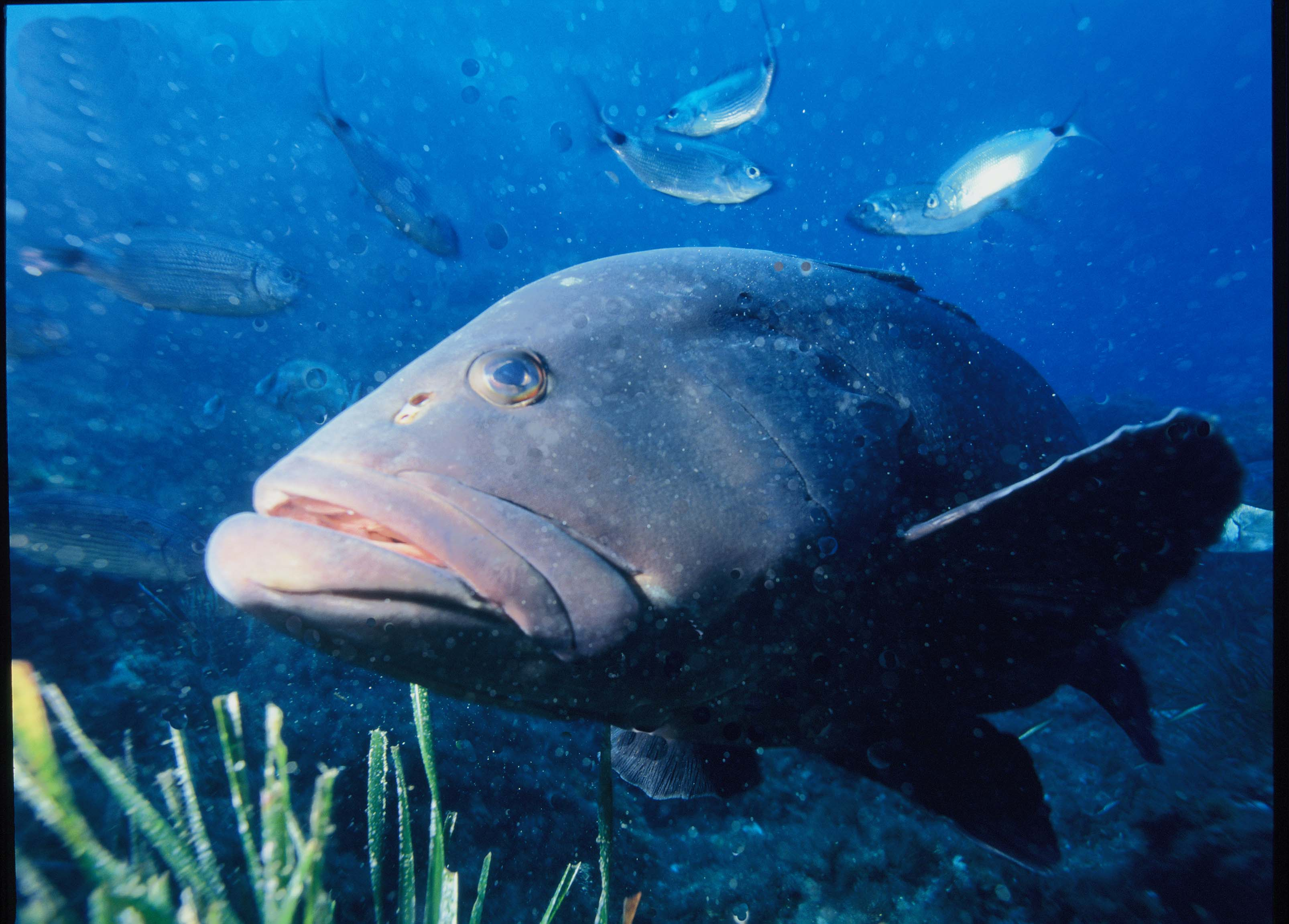
Detall del cap i la boca

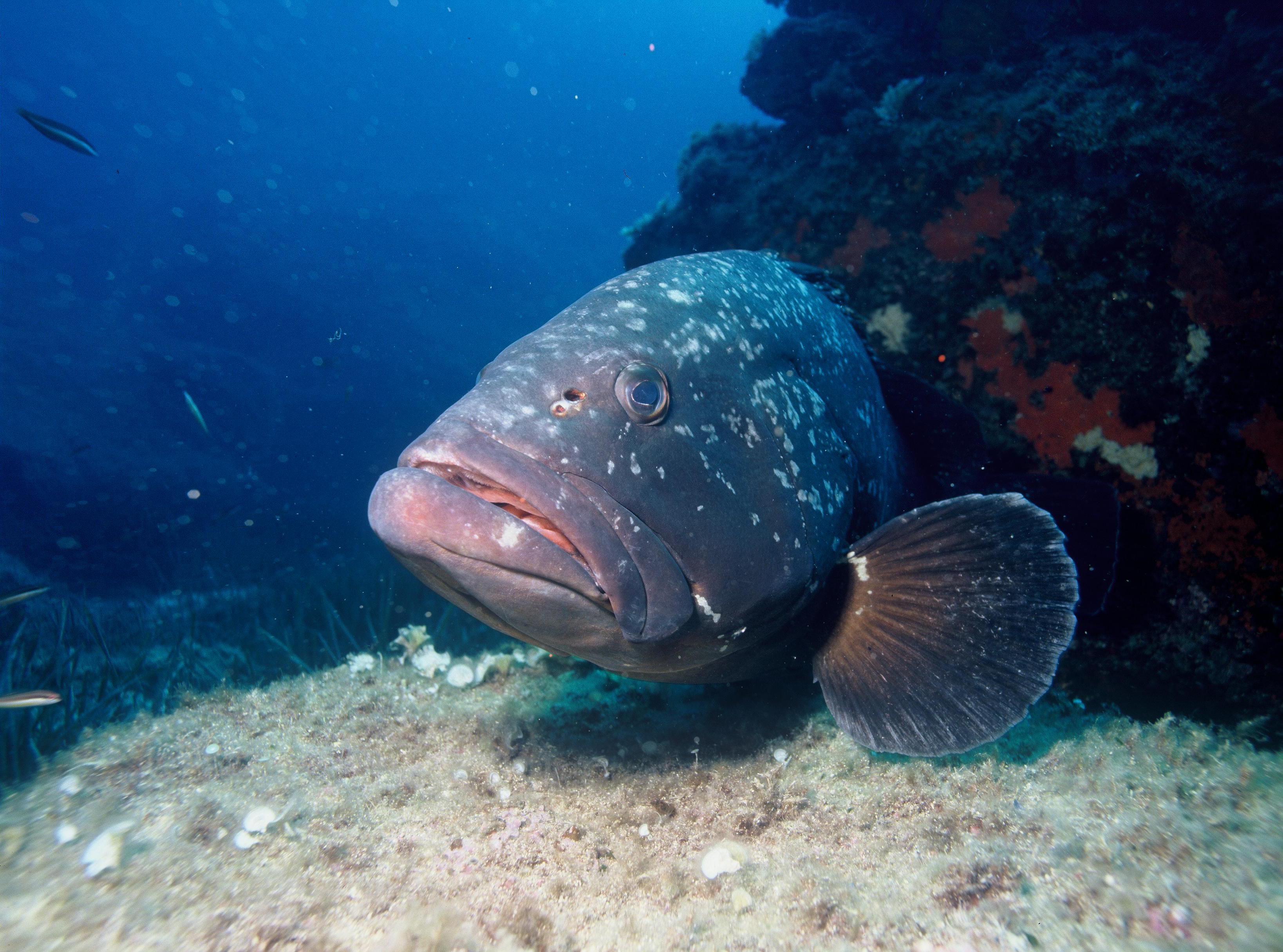
Vista frontal

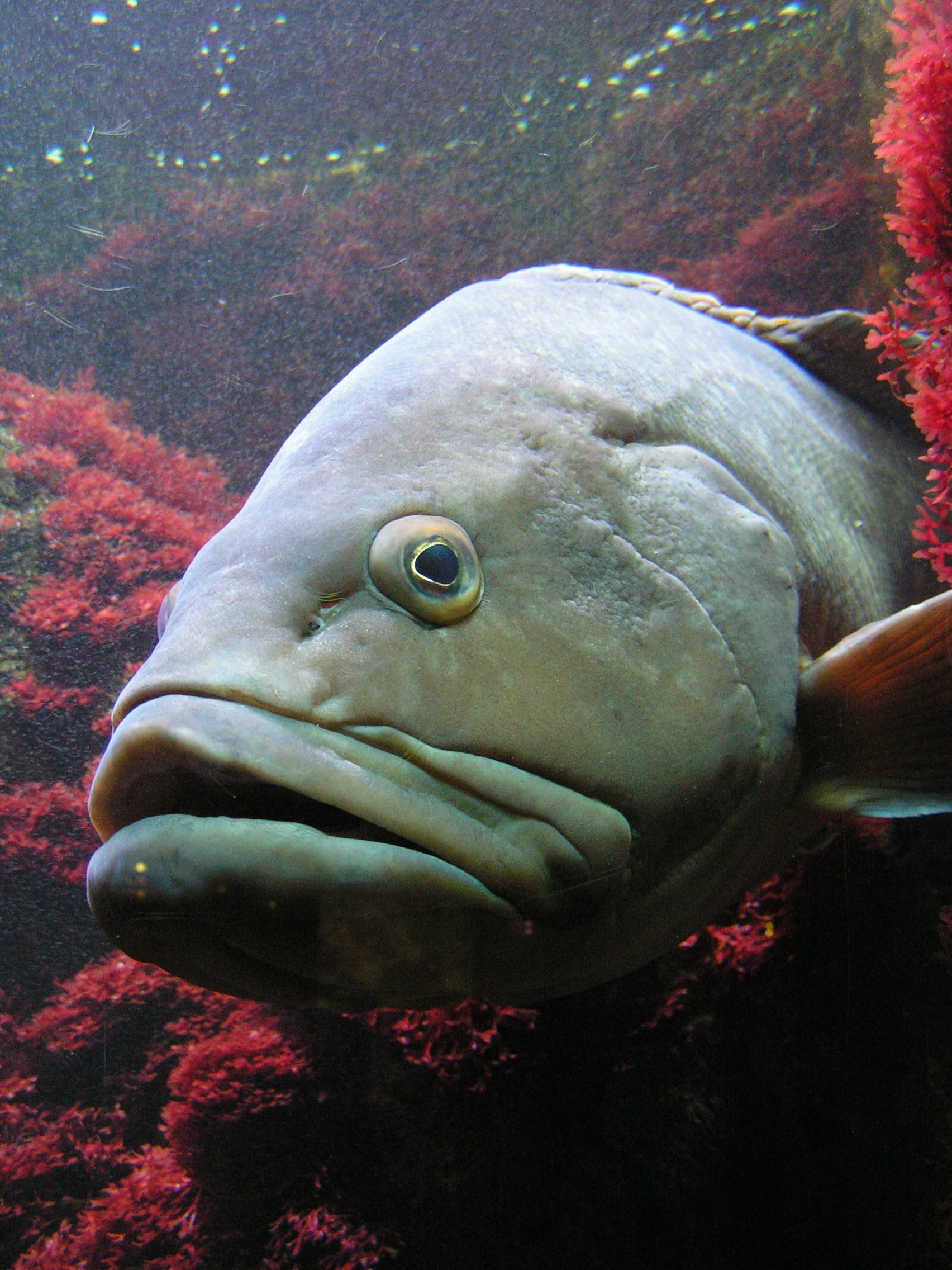
Detall de l'exemplar del zoo de Stuttgart

L'anfós, també conegut com a amfòs, el rei, la gerna o el mero/nero (de roca/groc) (castellanisme), el moret vermell (Epinephelus marginatus) és una espècie de peix de la família dels serrànids i de l'ordre dels perciformes. De carn ferma i saborosa, és molt apreciat en gastronomia.

## Morfologia
- Els mascles poden assolir 150 cm de llargària total i 60 kg de pes.[2][3]
- Cos ovalat, robust i fort, cobert per petites escates pectinades.
- L'opercle branquial té tres espines curtes i el costat posterior és dentat (és una estructura molt forta per poder enroscar-se en cas de perill).
- La boca és ampla i les mandíbules són evaginables amb dents prominents, petites, esmolades i nombroses. Destaca una mandíbula inferior ampla, molt desenvolupada i que sobresurt per davant de la superior.
- Els llavis són pronunciats i molsuts.
- El cap ocupa una tercera part del seu cos.
- L'aleta caudal és convexa i molt potent, li permet moviments molt ràpids en distàncies curtes. La seua vora és blanca.
- És mimètic: la seua coloració varia des d'un to marró clar a un color més verdós, amb els costats més clars i la cara ventral groguenca. Pot presentar diverses formes de coloració segons l'estat emocional i reproductor.[4][5][6]

## Reproducció
És hermafrodita proterogin. Les femelles assoleixen la maduresa sexual quan tenen 5 anys i els mascles 12. Als 7-10 anys les femelles passen a mascles segons l'estructura demogràfica del grup. Es reprodueix durant l'estiu. La femella entra dins el territori del mascle i es queda recolzada al fons esperant la seua arribada (el dors és fosc i el ventre clar). Quan el mascle (amb la vora de l'opercle de color blanc) s'apropa, la femella fuig en diverses ocasions i quan es troba preparada, pugen junts cap a la superfície un parell de vegades i, en la darrera, es produeix l'alliberament de les cèl·lules sexuals. Els òvuls formen un filament bastant llarg.

## Alimentació
Menja crancs i polps, tot i que els individus més grossos, en canvi, prefereixen alimentar-se de peixos, especialment d'aquelles espècies associades als esculls de corall. Durant la primavera s'atraca a la costa per poder alimentar-se de calamars i sípies.

## Hàbitat
Es pot trobar des de pocs metres de fondària fins als 300 m. És bentònic i viu a fons rocallosos. Els exemplars adults són fàcils de trobar a pedres aïllades dins les praderies de Posidonia. Els exemplars joves són més propensos a apropar-se a la costa.

## Distribució geogràfica
Es troba a la mar Mediterrània i des de les Illes Britàniques fins al sud de Moçambic i Madagascar. També a l'Uruguai, l'Argentina i el sud-est del Brasil.

## Etologia
- És de costums bentònics i no forma grans grups.
- És sedentari i territorial (els joves poden compartir la mateixa cova).
- Abandona la seua cova per desplaçar-se cap a zones de caça, compartint en aquesta zona els forats amb sargs i escorballs, els quals aprofiten les restes del menjar.[17]

## Espèciessemblants amb risc de confusió
El dot (Polyprion americanus), la xerna (Epinephelus caninus), Mycteroperca rubra, el nero ratllat (Epinephelus alexandrinus) i l'anfós blanc (Epinephelus aeneus) poden ésser confoses amb l'anfós. En forma de filet també pot ser confós amb peixos com l'halibut, el llenguado i el panga.

## Pesca
És pescat esportivament amb fusell submarí. La prohibició de la pesca submarina amb scooters deixaria veure'n més exemplars a poca fondària, ja que són molt esquius als submarinistes. La pesca comercial es fa amb palangres i nanses. Per culpa d'una pesca indiscriminada amb arpó ha arribat a desaparèixer de moltes costes del Mediterrani (abans ocupades fins a les aigües superficials), retrocedint fins a les grans profunditats.

## Vida en captivitat
No s'adapta a viure bé dins d'un aquari a causa de la seva mida.

## Observacions
- Pot viure fins a devers 50 anys.[23]
- Durant els 10 primers anys de vida el seu creixement és ràpid.
- La pesca dels grans individus no reproductors facilita el creixement dels joves, ja que els adults es troben al capdamunt de la xarxa tròfica, però també fa que l'edat de la inversió de sexe sigui abans.
- En alguns països forma part de l'alimentació humana.[24]